# عبده نصحي
عبده نصحي (1 سبتمبر 1939 - 6 مارس 1992) هو لاعب كرة قدم مصري سابق كان يلعب كلاعب وسط في نادي الزمالك. لعب معظم حياته الاحترافية في نادي الزمالك، وتنافس مع منتخب مصر في بطولة الرجال في الألعاب الأولمبية الصيفية 1960 والألعاب الأولمبية الصيفية 1964. كما كان جزءا من الفريق الذي فاز ببطولة كأس الأمم الأفريقية عام 1959. ساهم مع نادي الزمالك في الفوز بثلاث مرات بالدوري العام المصري وكأس مصر خمس مرات.

## المسيرة الرياضية
بدأ نصحي مسيرته مع الناشئين في نادي الزمالك، وكانت أول مشاركة له مع الفريق الأول في نهاية موسم الدوري 1956–57 بمباراة مع الإسماعيلي، سجل خلالها هدفًا. ولعب للزمالك لمدة عشرة مواسم حتى موسم 1965-66. وخلال مسيرته مع الزمالك، فاز نصحي مع الزمالك بثلاثة ألقاب في الدوري المصري الممتاز في (1959-60، 1963-64، 1964-65) وخمسة ألقاب في كأس مصر في (1957، 1958، 1959، 1960، 1962). سجل 36 هدفًا في الدوري و4 أهداف في كأس مصر مع الزمالك. انتقل من الزمالك إلى نادي الطيران ومنه إلى المقاولون.
اشتهر بتسديداته القوية، مما دفع الناقد الكروي نجيب المستكاوي إلى إطلاق لقب "بولاريس" على نصحي نسبة إلى صاروخ، كما اشتهر بقوة دفاعه وقوته. مع منتخب مصر لكرة القدم، كان عبده نصحي جزءًا من الفريق الذي فاز بكأس أمم أفريقيا 1959 وهو في العشرين من عمره فقط. ولعب في كأس الأمم الأفريقية 1962 ووصلت بلاده إلى المباراة النهائية وحصل على الميدالية الفضية. في الألعاب الأولمبية، شارك نصحي مع بلاده في بطولة الرجال لأولمبياد 1960 في روما. كما شارك في بطولة الرجال في أولمبياد 1964 في طوكيو، حيث وصلت مصر إلى نصف النهائي وحصلت على المركز الرابع.

## ألقاب
نادي الزمالك
- الدوري المصري الممتاز: 1959–60، 1963–64، 1964–65
- كأس مصر: 1956–57، 1957–58، 1958–59، 1959–60، 1961–62

منتخب مصر
- كأس الأمم الأفريقية: 1959

## وصلات خارجية
- عبده نصحي في موقع كرة القدم العالمية.نت